# ラヴァーニョ
ラヴァーニョ（伊: Lavagno）は、イタリア共和国ヴェネト州ヴェローナ県にある、人口約8,600人の基礎自治体（コムーネ）。

## 地理

### 位置・広がり

#### 隣接コムーネ
隣接するコムーネは以下の通り。
- カルディエーロ
- コロニョーラ・アイ・コッリ
- イッラージ
- メッツァーネ・ディ・ソット
- サン・マルティーノ・ブオン・アルベルゴ

### 気候分類・地震分類
気候分類では、zona E, 2406 GGに分類される。
また、イタリアの地震リスク階級 (it) では、zona 2 (sismicità media) に分類される。

## 行政

### 分離集落
ラヴァーニョには、以下の分離集落（フラツィオーネ）がある。
- San Briccio, San Pietro (sede comunale), Vago